# Championnats de France d'athlétisme
Les Championnats de France d'athlétisme se disputent chaque année et consacrent les meilleurs athlètes français sur piste, en salle, sur route et en cross-country. Les disciplines sont toutes représentées, les catégories d'âge différenciées et le lieu où ils se déroulent change désormais chaque année, après avoir fort longtemps été organisés uniquement à Paris ou à Colombes.

## Épreuves
Par année est titré un champion et une championne par épreuve, soit plus de cinquante Champions de France (CF). De 15 à 20 athlètes sont qualifiés au championnat de France (QF).
- Sur piste, les épreuves sont :
  - les 9 courses avec ou sans obstacles (100 m, 200 m, 400 m, 800 m, 1 500 m, 5 000 m, 110 m haies, 400 m haies, 3 000 m steeple)  ; pour les féminines, le 110m haies est remplacé par le 100 m haies et le 5 000 m par le 3 000 m,
  - les quatre sauts (longueur, triple saut, hauteur et perche),
  - les quatre lancers (marteau, disque, poids et javelot),
  - la marche (en individuel et en relais),
  - les épreuves combinées (heptathlon F et décathlon H),
  - les relais (par club) 4 × 100 m, 4 × 200 m, 4 × 400 m, 4 × 800 m, 4 × 1 500 m,
  - un club est champion Interclubs sur un programme de 30 épreuves.

- En salle les épreuves sont proches ;
- En cross : champion individuel et par équipe de club, en cross long et cross court ;
- Sur route les épreuves avec titre de champion de France sont 10 km, semi-marathon, ekiden (par club), marathon, 100 km, 24 h et courses en montagne.

## Performances ou titres
La performance n'est pas toujours au rendez-vous du championnat, car le titre est visé, la tactique joue dans ce but. La meilleure performance de l'année est donc souvent réalisée en dehors du championnat, dans des conditions plus favorables : forme optimum de l'athlète, météo, vent favorable, horaires…

Ceci est encore plus vrai en demi fond, car l'objectif de la compétition est la meilleure place plutôt que le meilleur temps. C'est pourquoi on assiste généralement à des courses tactiques, plutôt lentes, et où la majeure partie de la course sert à bien se placer en vue du sprint final.

## Catégories
- Championnat cadet (Hommes) et cadette (Femmes)
- Championnat junior H et junior F
- Championnat espoir H et espoir F
- Championnat senior H et senior F (ou encore élite)

- Championnat vétérans H et F

## Éditions des championnats de France sénior

### En plein air

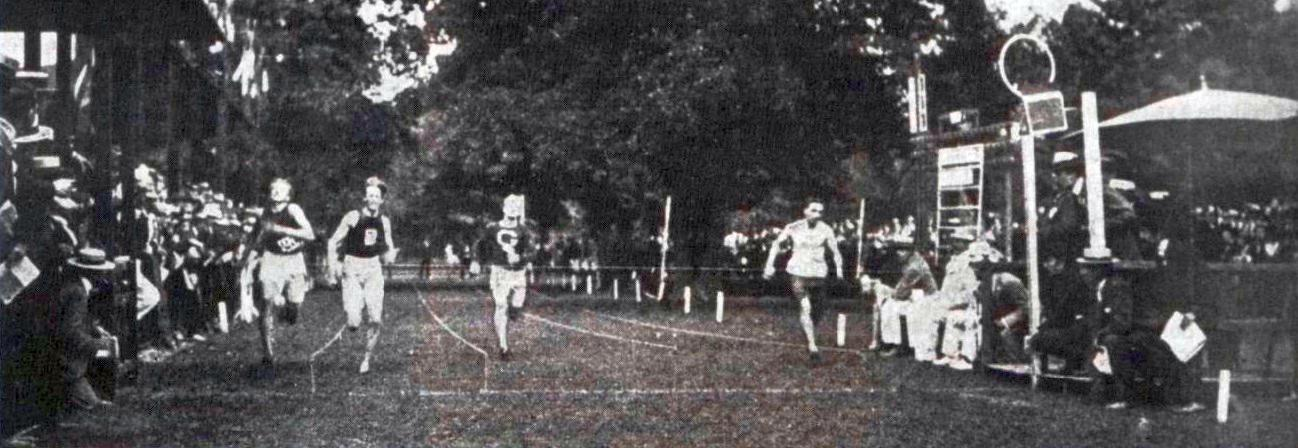
René Cavally, le premier champion de France d'athlétisme en 1888, sur 100 mètres.

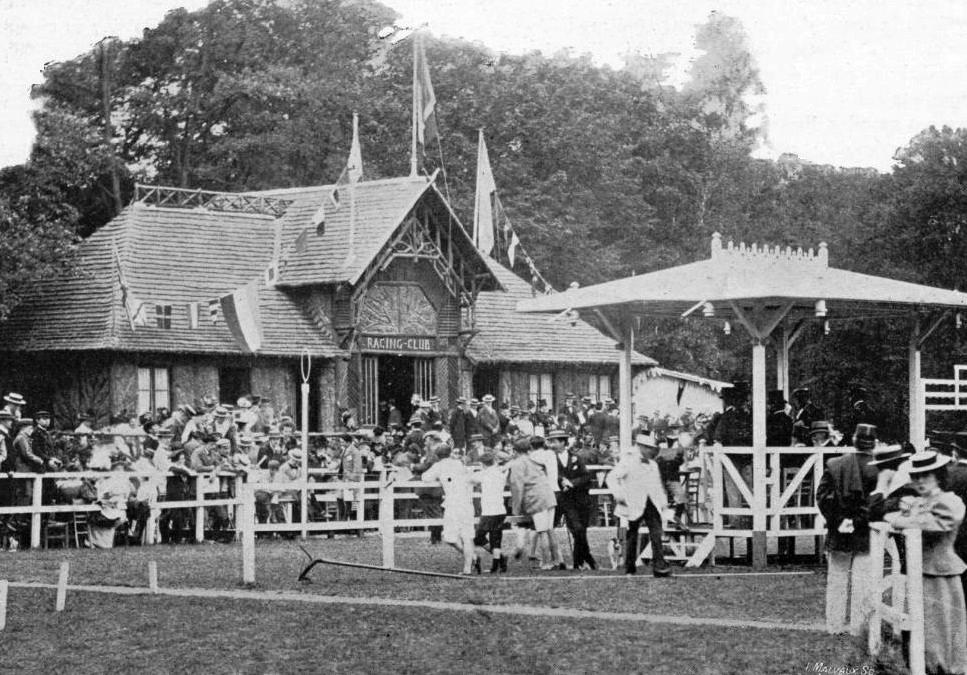
Le nouveau chalet du Racing Club de France, en juillet 1896 lors des championnats de France d'athlétisme.

| Édition               | Date                | Lieu                 | Stade                           |
| --------------------- | ------------------- | -------------------- | ------------------------------- |
| Organisés par l'USFSA |                     |                      |                                 |
| 1888                  | 29 avril            | Paris                | Croix-Catelan                   |
| 1889                  | 30 juin             | Paris                | Croix-Catelan                   |
| 1890                  | 18 mai              | Paris                | Tuileries                       |
| 1891                  | 3 mai               | Paris                | Croix-Catelan                   |
| 1892                  | 22 mai              | Paris                | Croix-Catelan                   |
| 1893                  | 21 et 28 mai        | Paris                | Croix-Catelan                   |
| 1894                  | 27 mai              | Paris                | Croix-Catelan                   |
| 1895                  | 26 mai              | Paris                | Croix-Catelan                   |
| 1896                  | 28 juin             | Paris                | Croix-Catelan                   |
| 1897                  | 27 juin             | Paris                | Croix-Catelan                   |
| 1898                  | 26 juin             | Paris                | Croix-Catelan                   |
| 1899                  | 18 juin             | Paris                | Croix-Catelan                   |
| 1900                  | 17 juin             | Paris                | Croix-Catelan                   |
| 1901                  | 23 juin             | Paris                | Croix-Catelan                   |
| 1902                  | 22 juin             | Paris                | Croix-Catelan                   |
| 1903                  | 28 juin             | Paris                | Croix-Catelan                   |
| 1904                  | 26 juin             | Paris                | Croix-Catelan                   |
| 1905                  | 18 juin             | Paris                | Croix-Catelan                   |
| 1906                  | 1er juillet         | Paris                | Parc de Saint Cloud             |
| 1907                  | 30 juin             | Paris                | Croix-Catelan                   |
| 1908                  | 5 juillet           | Paris                | Parc de Saint Cloud             |
| 1909                  | 27 juin             | Colombes             |                                 |
| 1910                  | 26 juin             | Paris                | Croix-Catelan                   |
| 1911                  | 18 juin             | Colombes             |                                 |
| 1912                  | 16 juin             | Colombes             |                                 |
| 1913                  | 22 juin             | Colombes             |                                 |
| 1914                  | 21 juin             | Colombes             |                                 |
| 1915                  | Non disputés        | Non disputés         | Non disputés                    |
| 1916                  | Non disputés        | Non disputés         | Non disputés                    |
| 1917                  | 24 juin             | Paris                | Croix-Catelan                   |
| 1918                  | 30 juin             | Saint-Cloud          |                                 |
| 1919                  | 20 juillet          | Colombes             |                                 |
| 1920                  | 17-18 juillet       | Paris                | Stade Pershing                  |
| Organisés par la FFA  |                     |                      |                                 |
| 1921                  | 10-11 juillet       | Colombes             | Stade olympique                 |
| 1922                  | 16-17 juillet       | Colombes             | Stade olympique                 |
| 1923                  | 14-15 juillet       | Paris                | Stade Pershing                  |
| 1924                  | 21-22 juin          | Colombes             | Stade olympique                 |
| 1925                  | 4-5 juillet         | Colombes             | Stade olympique                 |
| 1926                  | 10-11 juillet       | Colombes             | Stade olympique                 |
| 1927                  | 6-7 août            | Colombes             | Stade olympique                 |
| 1928                  | 14-15 juillet       | Colombes             | Stade Yves-du-Manoir            |
| 1929                  | 6-7 juillet         | Colombes             | Stade Yves-du-Manoir            |
| 1930                  | 19-20 juillet       | Colombes             | Stade Yves-du-Manoir            |
| 1931                  | 18-19 juillet       | Colombes             | Stade Yves-du-Manoir            |
| 1932                  | 25-26 juin          | Colombes             | Stade Yves-du-Manoir            |
| 1933                  | 15-16 juillet       | Colombes             | Stade Yves-du-Manoir            |
| 1934                  | 7-8 juillet         | Colombes             | Stade Yves-du-Manoir            |
| 1935                  | 6-7 juillet         | Colombes             | Stade Yves-du-Manoir            |
| 1936                  | 11-12 juillet       | Colombes             | Stade Yves-du-Manoir            |
| 1937                  | 10-11 juillet       | Colombes             | Stade Yves-du-Manoir            |
| 1938                  | 23-24 juillet       | Colombes             | Stade Yves-du-Manoir            |
| 1939                  | 22-23 juillet       | Colombes             | Stade Yves-du-Manoir            |
| 1940                  | Non disputés        | Non disputés         | Non disputés                    |
| 1941                  | 19-20 juillet       | Colombes             | Stade Yves-du-Manoir            |
| 1942                  | 25-26 juillet       | Bordeaux             | Stade municipal                 |
| 1943                  | 24-25 juillet       | Lyon                 | Stade municipal                 |
| 1944                  | Non disputés        | Non disputés         | Non disputés                    |
| 1945                  | 28-29 juillet       | Bordeaux             | Stade municipal                 |
| 1946                  | 20-21 juillet       | Colombes             | Stade Yves-du-Manoir            |
| 1947                  | 2-3 août            | Colombes             | Stade Yves-du-Manoir            |
| 1948                  | 10-11 juillet       | Colombes             | Stade Yves-du-Manoir            |
| 1949                  | 9-10 juillet        | Colombes             | Stade Yves-du-Manoir            |
| 1950                  | 22-23 juillet       | Colombes             | Stade Jean Bouin                |
| 1951                  | 21-22 juillet       | Colombes             | Stade Jean Bouin                |
| 1952                  | 28-29 juin          | Colombes             | Stade Yves-du-Manoir            |
| 1953                  | 18-19 juillet       | Colombes             | Stade Yves-du-Manoir            |
| 1954                  | 7-8 août            | Colombes             | Stade Yves-du-Manoir            |
| 1955                  | 6-7 août            | Colombes             | Stade Yves-du-Manoir            |
| 1956                  | 4-5 août            | Colombes             | Stade Yves-du-Manoir            |
| 1957                  | 14-15 septembre     | Colombes             | Stade Yves-du-Manoir            |
| 1958                  | 26-27 juillet       | Colombes             | Stade Yves-du-Manoir            |
| 1959                  | 25-26 juillet       | Colombes             | Stade Yves-du-Manoir            |
| 1960                  | 23-24 juillet       | Colombes             | Stade Yves-du-Manoir            |
| 1961                  | 22-23 juillet       | Colombes             | Stade Yves-du-Manoir            |
| 1962                  | 28-29 juillet       | Colombes             | Stade Yves-du-Manoir            |
| 1963                  | 27-28 juillet       | Colombes             | Stade Yves-du-Manoir            |
| 1964                  | 24-25 juillet       | Colombes             | Stade Yves-du-Manoir            |
| 1965                  | 24-25 juillet       | Colombes             | Stade Yves-du-Manoir            |
| 1966                  | 23-24 juillet       | Colombes             | Stade Yves-du-Manoir            |
| 1967                  | 29-30 juillet       | Colombes             | Stade Jean Bouin                |
| 1968                  | 27-28 juillet       | Colombes             | Stade Yves-du-Manoir            |
| 1969                  | 18-20 juillet       | Colombes             | Stade Yves-du-Manoir            |
| 1970                  | 17-19 juillet       | Colombes             | Stade Yves-du-Manoir            |
| 1971                  | 23-25 juillet       | Colombes             | Stade Yves-du-Manoir            |
| 1972                  | 21-23 juillet       | Colombes             | Stade Yves-du-Manoir            |
| 1973                  | 20-22 juillet       | Colombes             | Stade Yves-du-Manoir            |
| 1974                  | 26-28 juillet       | Nice                 |                                 |
| 1975                  | 27-29 juin          | Saint-Étienne        | Stade Henri-Lux                 |
| 1976                  | 25-27 juin          | Villeneuve-d'Ascq    | Complexe olympique de Lille-Est |
| 1977                  | 22-24 juillet       | Nevers               |                                 |
| 1978                  | 21-23 juillet       | Paris                | Stade Charléty                  |
| 1979                  | 10-12 août          | Orléans              |                                 |
| 1980                  | 27-29 juin          | Villeneuve-d'Ascq    | Complexe olympique de Lille-Est |
| 1981                  | 17-19 juillet       | Mulhouse             | Stade de l'Ill                  |
| 1982                  | 6-8 août            | Colombes             | Stade Yves-du-Manoir            |
| 1983                  | 22-24 juillet       | Bordeaux             |                                 |
| 1984                  | 29 juin-1er juillet | Villeneuve-d'Ascq    | Stadium Nord                    |
| 1985                  | 19-21 juillet       | Colombes             | Stade Yves-du-Manoir            |
| 1986                  | 8-10 août           | Aix-les-Bains        |                                 |
| 1987                  | 7-9 août            | Annecy               | Parc des sports                 |
| 1988                  | 11-13 août          | Tours                |                                 |
| 1989                  | 12-14 août          | Tours                |                                 |
| 1990                  | 27-29 juillet       | Blois                | Stade municipal                 |
| 1991                  | 26-28 juillet       | Dijon                | Stade Gaston-Gérard             |
| 1992                  | 26-28 juin          | Narbonne             | Parc des sports et de l'amitié  |
| 1993                  | 23-25 juillet       | Annecy               | Parc des sports                 |
| 1994                  | 22-24 juillet       | Annecy               | Parc des sports                 |
| 1995                  | 21-23 juillet       | Paris                | Stade Charlety                  |
| 1996                  | 21-23 juin          | Bondoufle            | Stade Robert-Bobin              |
| 1997                  | 4-6 juillet         | Fort-de-France       | Stade Pierre-Aliker             |
| 1998                  | 3-5 juillet         | Dijon                | Stade Gaston-Gérard             |
| 1999                  | 30 juillet-1er août | Niort                | Stade René-Gaillard             |
| 2000                  | 4-6 août            | Nice                 | Stade Charles-Ehrmann           |
| 2001                  | 1-3 juillet         | Saint-Étienne        | Stade Henri-Lux                 |
| 2002                  | 13-15 juillet       | Saint-Étienne        | Stade Henri-Lux                 |
| 2003                  | 24-26 juillet       | Narbonne             | Parc des sports et de l'amitié  |
| 2004                  | 16-18 juillet       | Sotteville-lès-Rouen | Stade municipal Jean Adret      |
| 2005                  | 14-16 juillet       | Angers               | Stade du Lac de Maine           |
| 2006                  | 20-22 juillet       | Tomblaine            | Stade Raymond-Petit             |
| 2007                  | 3-5 août            | Niort                | Stade René-Gaillard             |
| 2008                  | 24-26 juillet       | Albi                 | Stadium Municipal               |
| 2009                  | 23-25 juillet       | Angers               | Stade du Lac de Maine           |
| 2010                  | 3-4 juillet         | Valence              | Stade Georges-Pompidou          |
| 2011                  | 28-30 juillet       | Albi                 | Stadium Municipal               |
| 2012                  | 15-17 juin          | Angers               | Stade du Lac de Maine           |
| 2013                  | 12-14 juillet       | Paris                | Stade Charléty                  |
| 2014                  | 11-13 juillet       | Reims                | Stade Georges-Hébert            |
| 2015                  | 10-12 juillet       | Villeneuve-d'Ascq    | Stadium Lille Métropole         |
| 2016                  | 24-26 juin          | Angers               | Stade du Lac de Maine           |
| 2017                  | 14-16 juillet       | Marseille            | Stade Pierre-Delort             |
| 2018                  | 6-8 juillet         | Albi                 | Stadium Municipal               |
| 2019                  | 26-28 juillet       | Saint-Étienne        | Stade Henri-Lux                 |
| 2020                  | 12-13 septembre     | Albi                 | Stadium Municipal               |
| 2021                  | 26-27 juin          | Angers               | Stade du Lac de Maine           |
| 2022                  | 24-26 juin          | Caen                 | Stade Hélitas                   |
| 2023                  | 28-30 juillet       | Albi                 | Stadium Municipal               |
| 2024                  | 28-30 juin          | Angers               | Stade du Lac de Maine           |
| 2025                  | 1-3 août            | Talence              | Stade Pierre Paul Bernard       |

### En salle
- Championnats de France d'athlétisme en salle

### Sur route
- Championnats de France de 10 kilomètres
- Championnats de France de marathon

### Cross-country
- Championnat de France de cross-country